# Dinotoperla duplex
Dinotoperla duplex är en bäcksländeart som beskrevs av Günther Theischinger 1982. Dinotoperla duplex ingår i släktet Dinotoperla och familjen Gripopterygidae. Inga underarter finns listade i Catalogue of Life.